# Nilo Piccoli
Nilo Piccoli (Borgo Valsugana, 10 settembre 1911 – Trento, 12 dicembre 1996) è stato un politico italiano, sindaco di Trento per la Democrazia Cristiana dal 1951 al 1964.

## Biografia
Fratello di Flaminio Piccoli, insieme a lui partecipa alla Resistenza. Nell'autunno del 1944 aderisce al Comitato di Liberazione Nazionale di Trento.
Dirigente delle Poste e Telegrafi, fu eletto sindaco di Trento per tre volte consecutive il 13 giugno 1951, il 18 giugno 1956 e il 30 giugno 1961. Fu il periodo del boom edilizio, dello sviluppo turistico del Monte Bondone, di investimenti nell'industria del comune e della costruzione della casa di riposo. Riuscì a far anticipare al 1953 l'arrivo della televisione in Trentino, previsto per il 1956-1957, con l'installazione di un ripetitore sulla Paganella. Nel 1963 ha contribuito alla fondazione del Villaggio SOS.
Nel 2007 la sua famiglia ha donato qualche migliaio di volumi che gli erano appartenuti alla biblioteca comunale di Trento.